# Aartsbisdom Zamboanga
Het aartsbisdom Zamboanga (Latijn: Archidioecesis Zamboangensis) is een van de 16 rooms-katholieke aartsbisdommen van de Filipijnen. Het gebied van het aartsbisdom Zamboanga omvat tegenwoordig alleen Zamboanga City. De suffragane bisdommen zijn bisdom Ipil en het territoriaal prelatuur Isabela. De metropolitane kathedraal van het aartsbisdom Zamboanga is de Metropolitan Cathedral of the Immaculate Conception. De aartsbisschop van Zamboanga is sinds 2023 Julius Sullan Tonel. Het aartsbisdom had in 2022 een totaal aantal van 763.743 geregistreerde gedoopte katholieken.

## Bisschoppen en aartsbisschoppen
- Charles Warren Currier (1910, niet in bezit genomen)
- Michael James O'Doherty (1911-1916)
- James Paul McCloskey (1917-1920)
- José Clos y Pagés (1920-1931)
- Luis del Rosario (1933-1966)
- Lino Gonzaga y Rasdesales (1966-1973)
- Francisco Raval Cruces (1973-1994)
- Carmelo Dominador Flores Morelos (1994-2006)
- Romulo Valles (2006-2012)
- Romulo Tolentino de la Cruz (2014-2021)
- Julius Sullan Tonel (2023-heden)